# Chiesa di Santa Maria Assunta (Zogno, Grumello de' Zanchi)
La chiesa di Santa Maria Assunta è il principale luogo di culto cattolico di Grumello de' Zanchi, frazione di Zogno, in provincia e diocesi di Bergamo; fa parte del vicariato di Brembilla-Zogno.
La chiesa ospita il polittico di Vittore Carpaccio del 1496.

## Storia
La chiesa di Grumello de' Zanchi ha una storia molto antica; la frazione faceva parte del territorio di Sorisole e del feudo vescovile di Bergamo. La pieve cittadina urbana comprendeva una zona molto vasta, e come indicato dallo storico Angelo Mazzi, copriva un territorio di tre miglia intorno alla città di Bergamo. 
Dai fascicoli conservati nell'archivio parrocchiale, si desume che la chiesa si emancipò da quella di Poscante nel 1249 pur continuando la comunità a far parte della stessa vicinia fino al XV secolo diventando chiesa "nullius plebis". Nella relazione della visita pastorale del vescovo Giovanni Paolo Dolfin risulterebbe che la chiesa fu elevata a parrocchia nel 1453. La datazione è indicata sul portale dell'ingresso laterale.
La chiesa fu visitata il 24 settembre 1575 da san Carlo Borromeo arcivescovo di Milano. Gli atti della visita riportano la chiesa in "loci Grumelli de Zanchis" inserita nella pieve di Seriate e smembrata da quella di Poscante. La chiesa aveva un reddito annuo obbligato dallo smembramento di Poscante, e non aveva curato, per questo indicata come "nullius plebis", e quindi, sottomessa alla curia e inserita nelle commende episcopali per le nomine dei parroci non mercenari confermati dall'allora vescovo di Bergamo ogni semestre.
Dalla relazione della visita di san Gregorio Barbarigo si deduce che la chiesa era compresa della vicaria foranea della chiesa di Santa Croce: la chiesa aveva un reddito gestito dai vicini ed era retta da un parroco e un chierico coadiuvante. Vi erano le scuole del santo Rosario e Santissimo Sacramento gestite da sindaci.
Nel 1666 la chiesa fu inserita nel “Sommario delle chiese di Bergamo”, elenco redatto dal cancelliere della curia vescovile Giovanni Giacomo Marenzi, e indicata sotto l'invocazione dell'Assunzione della Beatissima Vergine Maria, vi erano e scuole del Santissimo Sacramento che reggeva l'altare maggiore, del Rosario che reggeva l'altare omonimo, e della Dottrina cristiana. Nella circoscrizione vi era il luogo pio di carità della misericordia maggiore.
Nel 1673 la chiesa fu inserita nella vicaria di Villa d'Almè.
Il 29 giugno 1780 il vescovo Giovanni Paolo Dolfin visitò la chiesa, dalla sua relazione si evince che vi erano le confraternite della scuola del Santissimo Sacramento e del Santo Rosario.
Nel 1862 la chiesa risultava inadeguata fu quindi ampliata nella zona absidale. Venne consacrato il nuovo altare maggiore in marmo di Firenze, rosso di Francia e Bardiglio il 12 agosto 1865 dal vescovo Pietro Luigi Speranza.
La chiesa fu visitata dal vescovo Gaetano Camillo Guindani nel 1901 che consacrò i nuovi altari donando le reliquie dei santi Clemente, Felice e Pellegrino che furono sigillate nella mensa dei nuovi altari dedicati alla Sacra famiglia e a sant'Antonio.
Con decreto del 27 maggio 1979 del vescovo Giulio Oggioni la parrocchiale fu inserita nel vicariato locale di Brembilla-Zogno.
Nel Novecento l'edificio fu oggetto di lavori di mantenimento e ammodernamento con la collocazione dell'altare rivolto verso il popolo per rispondere all'adeguamento liturgico delle chiese.

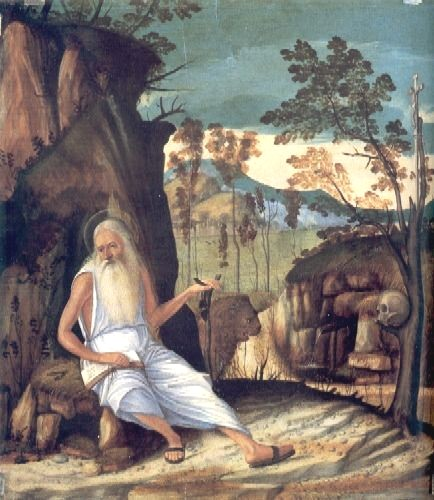
Polittico di Vittore Carpaccio

## Descrizione

### Esterno
L'edificio di culto è posto al centro della località e si presenta con il tradizionale orientamento liturgico. Preceduto da un ampio sagrato con pavimentazione in ciottoli di fiume, presenta la facciata delimitata da lesene complete di zoccolatura e semplici capitelli che reggono la trabeazione e il timpano triangolare. Al centro vi è l'ingresso maggiore completo di paraste e architrave in stile barocco che reggono il timpano spezzato modanato con la cimasa centrale, dove è posto lo stemma vescovile. Nella parte superiore vi è la finestra con contorno modanato atta a illuminare l'aula. Laterali vi sono quattro nicchie che ospitano fiaccole in cemento martellinato. L'edificio presenta sulla parte sinistra un porticato diviso da colonne in pietra in dieci campate con archi a tutto sesto.

### Interno
L'interno a unica navata è divisa da lesene in cinque campate. Le lesene sono stuccate a decorate e marmo presentano un'alta zoccolatura in marmo che percorre poi tutta l'aula e terminanti con capitelli d'ordina corinzio che reggono la trabeazione e il cornicione su cui s'imposta la volta a botte.

Il fonte battesimale è posto nella prima campata di sinistra mentre corrispondente a destra vi è la grande tela raffigurante la Deposizione di Maria santissima. Nella terza campata vi è l'ingresso laterale che porta al porticato esterno. Nella quarta campata vi è la cappella dedicata alla Madonna e san Giuseppe e corrispondente a destra quella dedicata a sant'Antonio. Nella quinta campata vi è il grande dipinto raffigurante San Paolo e corrispondente quella raffigurante san Pietro. D'importanza è anche il polittico di Vittore Carpaccio eseguito nel 1496 su committenza dei migranti interra veneziana. La pala dell'altare maggiore opera di Leandro Bassanoraffigurante Madonna del Rosario.
La zona presbiteriale anticipata dell'arco trionfale e da tre gradini a volta da tazza circolare e termina con il coro coperto da catino. 
La volta della sagrestia conserva l'affresco di Vincenzo Angelo Orelli.